# Fågelbergskyrkan
Fågelbergskyrkan är en kyrkobyggnad i Mölndals kommun. Den tillhör Stensjöns församling i Göteborgs stift.

## Historia
I trettio år arbetade Brännås arbetskrets för att få ett församlingshem och 1975 bildades Fågelbergskyrkans småkyrkostiftelse vars arbete ledde fram till byggstart 1984. 

## Kyrkobyggnaden
Kyrkan är uppförd i rödbrunt fasadtegel både ut- och invändigt på gamla prästgårdens tomt i Rävekärr. Den invigdes den 1 december 1984 av biskop Bertil Gärtner. Per Lindfors från Mölndal var arkitekt och Granstedt-gruppen AB i Partille byggare. Kostnaden uppgick till 4,6 miljoner kronor. Till inredning bidrog en stiftelse samt många enskilda givare med drygt en kvarts miljon kronor. 
Byggnaden har enkelsidigt takfall och består av ett långhus där koret inte är markerat och ett kyrktorg. Därutöver finns ett församlingshem. Innertaket är av träpanel på limträbalkar. Kyrksalens golv är belagt med röda klinkerplattor. Fasta bänkkvarter med mittgång. Fristående altare som har en murpelare på väggen rakt bakom, vilken i övrigt är uppglasad med fönster från golv till tak. Omkring nittio personer ryms i kyrksalen och i det förstorade kyrkorummet finns ytterligare femtio platser.
Klockstapeln står på en höjd norr om kyrkan.

## Inventarier
- Altartavlan är utförd av Arvid Bryth och har fyra bibliska motiv snidade i trä.
- Triumfkrucifixet är snidat av komminister Jan Merje.
- Kyrkans textilier är tillverkade av Ragnhild Ejeskär

### Orgel
Orgeln är tillverkad 1984 av A. Magnusson Orgelbyggeri AB och har sju stämmor fördelade på manual och pedal.